# والدای
شهر والدای (به روسی: Валдай) در کشور روسیه و در اوبلاست نووگورود واقع شده‌است.